# Hydronectria
Hydronectria — рід грибів родини Nitschkiaceae. Назва вперше опублікована 1925 року.